# Pabellón Javier Imbroda Ortiz
El pabellón Javier Imbroda Ortiz es una instalación deportiva polivalente ubicada en la ciudad autónoma de Melilla, España. Inaugurado el 17 de febrero de 1995 bajo el nombre original de Pabellón de Deportes Ciudad de Melilla, fue renombrado en 2009 en homenaje a Javier Imbroda Ortiz, destacado entrenador de baloncesto melillense y exseleccionador nacional, como reconocimiento a su contribución al deporte en la ciudad.
Con una capacidad para 2.900 espectadores, el pabellón es utilizado como sede local por el equipo Melilla Baloncesto en la Liga LEB Oro, el Melilla Fútbol Sala en la LNFS y el Club Voleibol Melilla en la primera división de voleibol de España. Su diseño y equipamiento permiten la realización de una amplia variedad de eventos deportivos.

## Historia
El pabellón fue inaugurado el 17 de febrero de 1995 con el nombre Pabellón de Deportes Ciudad de Melilla. Nació como una respuesta a la necesidad de dotar a la ciudad de una infraestructura moderna, capaz de albergar competiciones nacionales e internacionales y fomentar el deporte base.
En 2009, la Asamblea de Melilla aprobó renombrar el pabellón como Pabellón Javier Imbroda Ortiz, en reconocimiento al legado del entrenador melillense Javier Imbroda, que alcanzó renombre como seleccionador nacional de baloncesto y técnico de la ACB. Su figura ha sido un símbolo del deporte melillense a nivel nacional.
Desde su inauguración, el pabellón se convirtió en el centro neurálgico del deporte en Melilla. Ha sido sede habitual de los principales equipos profesionales de la ciudad y de múltiples eventos deportivos, culturales y sociales. También ha albergado entrenamientos de selecciones nacionales y partidos de playoff de ascenso a la ACB.
A lo largo de su historia, ha recibido varias mejoras, entre ellas obras de accesibilidad en 2014 (ascensores y rampas), mejora de la iluminación (tecnología LED) y trabajos de acondicionamiento en vestuarios y climatización.
En 2019, el Gobierno local propuso recuperar el nombre original "Ciudad de Melilla", medida aprobada en 2020. Esto generó debate político y social, especialmente tras el fallecimiento de Javier Imbroda en 2022. El nombre "Javier Imbroda Ortiz" continúa siendo usado de forma popular y por los medios deportivos.

## Arquitectura
El pabellón fue diseñado para ser una instalación moderna y funcional, adecuada para albergar una amplia variedad de eventos deportivos, culturales y sociales. Su arquitectura combina elementos tradicionales con soluciones innovadoras que permiten su uso polivalente.

### Estructura general
El pabellón tiene una estructura en forma de U, lo que permite que todas las ubicaciones en las gradas tengan una visibilidad clara de la pista central. Esta disposición mejora la experiencia de los espectadores, garantizando una buena vista del evento sin obstrucciones, además de optimizar el uso del espacio para los diferentes eventos que se celebran en sus instalaciones.

### Cubierta
Una de las características más destacadas del diseño es su gran cubierta de tipo curvada, que cubre toda la zona de las gradas y la pista central. Esta cubierta tiene una estructura metálica que la hace ligera y resistente, lo que también le otorga un aspecto moderno. Además, su diseño permite una distribución eficiente del sonido y de la luz natural, lo que contribuye a la sostenibilidad de la instalación.

### Fachada
La fachada del pabellón está formada por una combinación de paneles metálicos y cristales. Los paneles metálicos se utilizan en gran parte de las paredes externas, creando un contraste con los elementos de vidrio que permiten la entrada de luz natural durante el día. La utilización de estos materiales no solo contribuye a la estética, sino también a la eficiencia energética del edificio, ya que ayuda a regular la temperatura interior y reduce el consumo de energía para climatización.

### Pista principal
La pista del pabellón está realizada en parquet de alta calidad, adecuado para deportes como el baloncesto y el voleibol. Además de las pistas principales para estos deportes, la instalación permite la modularidad del espacio, permitiendo dividir el área en secciones para otros usos, como competiciones de fútbol sala o eventos de entrenamiento.

### Graderíos
El pabellón cuenta con una capacidad para 2.900 espectadores, distribuidos en una gran grada principal y una grada superior que rodea toda la pista. Ambas gradas son reclinables, permitiendo la optimización del espacio según el tipo de evento. Además, las gradas están diseñadas para facilitar la accesibilidad, con espacios reservados para personas con movilidad reducida y sillas de ruedas.

### Accesibilidad y zonas de servicio
En cuanto a la accesibilidad, el pabellón ha sido diseñado con varias medidas para garantizar la comodidad de los asistentes, independientemente de sus necesidades. Se han instalado rampas y ascensores para facilitar el acceso a personas con discapacidad, y la señalización de los espacios está claramente indicada. Además, el pabellón dispone de vestuarios amplios y bien equipados para los equipos que utilizan la instalación, con acceso a áreas de zonas de descanso para jugadores y entrenadores.

### Iluminación y climatización
La iluminación del pabellón fue modernizada mediante la sustitución de las viejas bombillas por lámparas LED, lo que no solo mejora la calidad de la luz, sino que también reduce el consumo energético. Las luminarias están diseñadas para proporcionar una iluminación uniforme en toda la pista, ajustada a las necesidades de los eventos deportivos.
Por otro lado, el sistema de climatización se renovó en varias fases, incorporando tecnologías de calefacción y refrigeración eficientes. Esto garantiza que el pabellón pueda mantener una temperatura agradable durante todo el año, incluso durante los eventos más largos, sin un alto coste energético.

### Espacios complementarios
El pabellón también cuenta con zonas de prensa, salas VIP, y áreas de hospitality. Estas zonas están pensadas para ofrecer un confort adicional a los medios de comunicación, patrocinadores y autoridades durante los eventos de alto perfil. Las salas de reuniones y los espacios para la realización de eventos culturales complementan la polivalencia de la instalación, que se utiliza no solo para competiciones deportivas, sino también para conciertos, exposiciones y actividades comunitarias.

## Eventos destacados
El pabellón ha sido el escenario de numerosos eventos deportivos de primer nivel, así como de actividades culturales y sociales de gran relevancia para Melilla. Gracias a su versatilidad, el pabellón ha albergado desde competiciones locales hasta eventos internacionales que han puesto a la ciudad en el centro de la atención mediática.

### Copa Princesa de Asturias de Baloncesto
El pabellón ha sido sede en varias ocasiones de la Copa Princesa de Asturias de baloncesto, un torneo que enfrenta a los equipos clasificados en las primeras posiciones de la Liga LEB Oro, la segunda categoría del baloncesto español. Este evento es uno de los más prestigiosos del calendario de baloncesto, y su celebración en Melilla ha supuesto un importante impulso para el baloncesto en la ciudad, además de atraer a numerosos aficionados y medios de comunicación.
- Ediciones celebradas: 3 ediciones (hasta 2023), las cuales reunieron a equipos de alto nivel de la LEB Oro.
- Impacto mediático: Los partidos de la Copa del Príncipe atraen a miles de espectadores, tanto en el pabellón como a través de la transmisión televisiva, elevando la visibilidad de Melilla en el ámbito deportivo.[8]

### Playoffs de Ascenso a la ACB
El pabellón ha sido un lugar clave para el Melilla Baloncesto, uno de los clubes más representativos de la ciudad. En diversas ocasiones, el pabellón ha acogido partidos de los playoffs de ascenso a la ACB, la liga profesional de baloncesto en España. Estos partidos han sido de gran emoción, con el equipo de Melilla luchando por el ascenso a la máxima categoría del baloncesto español.
- Partidos clave: El pabellón ha sido testigo de numerosos partidos de playoffs en los que el Melilla Baloncesto ha estado a punto de lograr el ansiado ascenso a la ACB. Aunque aún no ha conseguido ascender, los partidos en casa siempre han sido vibrantes y han contado con un gran apoyo local.[10]

### Competiciones Internacionales
El pabellón también ha albergado competiciones internacionales en varias disciplinas deportivas. Estos eventos han incluido partidos de la FIBA Europe Cup, donde equipos de baloncesto de diferentes países compiten por el título europeo. Además, Melilla ha sido sede de partidos internacionales de voleibol y fútbol sala.
- FIBA Europe Cup: En varias ediciones, el pabellón ha sido el escenario de emocionantes partidos de la FIBA Europe Cup, lo que ha permitido que Melilla reciba a equipos de renombre internacional.[11][12]

### Finales de la Superliga de Voleibol
En el ámbito del voleibol, el pabellón ha sido sede de las finales de la Superliga Masculina, la liga nacional de voleibol en España. Estos eventos reúnen a los mejores equipos de la liga y tienen una gran repercusión mediática, atrayendo a aficionados del voleibol de toda España.
- Finales destacadas: En varias ocasiones, el Club Voleibol Melilla, que también tiene su sede en el pabellón, ha participado en las finales de la Superliga, siendo el pabellón un centro de emociones y pasión por el voleibol.[13][14]

## Localización
El pabellón se encuentra en la ciudad autónoma de Melilla, España. Está ubicado en la Plaza Manuel Fernández de Castro y Pedrera, 2, en el barrio de Cerro de San Lorenzo, con código postal 52004. Este emplazamiento sitúa al pabellón en una zona estratégica, cercana al centro de la ciudad y bien comunicada con otras áreas clave.

## Transporte

### Transporte público
Melilla dispone de un sistema de transporte urbano operado por la Cooperativa Ómnibus de Automóviles (C.O.A.), que gestiona varias líneas de autobuses que conectan diferentes puntos de la ciudad. Aunque el servicio ha sido objeto de críticas por su eficiencia y cobertura, el pabellón cuenta con una parada de autobús en sus inmediaciones, facilitando el acceso al recinto para los usuarios del transporte público.
- Línea C-5: Conecta la Plaza de España con la Frontera de Beni-Enzar, pasando por Torres Quevedo, Cabrerizas, Farhana y Barrio de la Victoria. Esta línea tiene una frecuencia aproximada de 20 minutos y opera desde las 8:00 hasta las 22:06.[17]
- Línea 5: Une Torres Quevedo con Cabrerizas, pasando por la Plaza de España. Su frecuencia es de aproximadamente 30 minutos.[17]
- Línea 6: Conecta Torres Quevedo con Mariguari y Pinares, pasando por la Plaza de España. Esta línea tiene una frecuencia de 40 minutos.[17]
- Línea 7: Opera entre el Mercado Central y la Frontera de Farhana. Recientemente, ha ampliado su recorrido para mejorar la conexión con las barriadas, incluyendo paradas en la Barriada Constitución, el barrio del Tesorillo y la zona de Plaza de Toros, tanto en la ida como en la vuelta. La frecuencia es de 20 minutos de lunes a sábado y de 40 minutos los domingos y festivos.[17]

Además, el pabellón cuenta con paradas cercanas en:
- Gral. Marina 1: A aproximadamente 1 minuto a pie del pabellón.[17]
- Plaza Torres Quevedo: A unos 3 minutos a pie.[17]

### Acceso en vehículo privado
Para quienes opten por el vehículo privado, el pabellón dispone de una amplia zona de aparcamiento, lo que permite un acceso cómodo y seguro a las instalaciones. La ubicación en el Cerro de San Lorenzo facilita la conexión con las principales arterias de la ciudad, facilitando el desplazamiento desde diferentes puntos de Melilla.

### Acceso desde el Aeropuerto
El aeropuerto de Melilla se encuentra a aproximadamente 3 kilómetros del Pabellón Javier Imbroda Ortiz. Este aeropuerto ofrece vuelos nacionales e internacionales, incluyendo conexiones con ciudades como Málaga, Madrid, Barcelona y Granada. Desde el aeropuerto, se puede acceder al pabellón en taxi, vehículo privado o mediante el transporte público disponible, facilitando el acceso para visitantes que lleguen por vía aérea.